# Opstandingskerk (Eindhoven)
De Opstandingskerk is een kerkgebouw aan de Alpenroosstraat in het Eindhovense stadsdeel Stratum.

## Geschiedenis
Deze bakstenen kerk werd gebouwd in 1955 voor de Nederlandse Hervormde Kerk, ze verving een houten noodkerk aan de Roostenlaan. Architect van de doosvormige zaalkerk in modernistische stijl is Wieger Bruin. In 1975 kwamen ook de gereformeerden, die de Petrakerk hadden afgestoten, van deze kerk gebruikmaken. Na enige tijd gingen hervormden en gereformeerden samen in een Samen op Weg-gemeente.
In 1997 werd de kerk door de protestanten afgestoten. In het jaar daarop kwam ze in gebruik bij de Koptisch-orthodoxe Kerk. Dit leidde tot verbouwingen om onder meer de iconostase een plaats te kunnen geven. Het orgel, een Van Vulpen-orgel uit 1958, werd overgeplaatst naar de Schootsekerk in het Eindhovense stadsdeel Strijp. In 2010 werd het interieur van het gebouw aanzienlijk gewijzigd.

## Gebouw
Aan de buitenzijde is het gebouw, op de verplaatste hoofdingang na, nauwelijks veranderd. Er is een bescheiden klokkentoren met drie klokken, en op de achtergevel is een kunstwerk aangebracht dat de vier evangelisten symboliseert, het is vervaardigd door J. Sollema. Verder kenmerkt het doosvormige gebouw, dat gedekt wordt door een stomp zadeldak, zich door de hoge, over de gehele gevelwand verlopende, vensters.